# 道尾秀介
道尾 秀介（みちお しゅうすけ、1975年5月19日 -）は、日本の小説家・推理作家・歌手。兵庫県芦屋市出身。血液型はO型。
玉川大学農学部卒業。道尾はペンネームで、都筑道夫に由来する。秀介は本名である。

## 経歴

### 作家デビュー前
17歳のときに、当時交際していた女性の影響で小説を読み始める。当時は太宰治と川端康成を好んで読んでいた。テレビ放送された映画『獄門島』をきっかけに、横溝正史の小説も読み始める。19歳のときに作家になろうと思い、大学1年で小説を書き始める。
1998年に大学を卒業し、住宅機器メーカーに就職する。1999年、「どうして犬は」が『小説現代』の「ショートショートコンテスト」に入選し掲載される。審査員の阿刀田高は「とてもよいできだ」「内容はたわいないが、技術的にはショートショートの合格ラインをみごとにクリアしている」と評した。2002年、「手首から先」で第9回日本ホラー小説大賞短編賞の最終候補作になる。この頃、ホームページ「シロウト作家の訴え」を作り「オグロアラダ」・「手首から先」などの自作小説を公開していた。

### 作家デビュー後
オフィス用品の商社で営業職として勤める傍ら、2004年に『背の眼』で第5回ホラーサスペンス大賞特別賞を受賞し、小説家デビュー。ホラーサスペンス大賞に応募した理由は、この回から選考委員に綾辻行人が加わったことを理由としている。2005年に商社を退職し、専業作家に転身。
2006年に発表した4作目の長編『シャドウ』など3長編が、『このミステリーがすごい!』などのミステリー・ランキングにおいて、上位にランクインを果たす。この頃からレベルの高い推理小説の書き手として注目を集め、相次いで文学賞にノミネートされるようになる。
2008年に発表したふたつの長編『ラットマン』『カラスの親指』が共に高く評価され、『このミステリーがすごい!』2009年版で作家別投票第1位に選ばれる。
2009年、『向日葵の咲かない夏』の新潮文庫版が年間83万部を売り上げ、オリコン年間本ランキングの文庫部門で第1位になる。その後も売上を伸ばし続け、2011年には100万部を超えるベストセラーになった。
2011年、初めて取材旅行を行った『月と蟹』で第144回直木賞を受賞（木内昇『漂砂のうたう』と同時受賞）。5回連続で直木賞の候補になったのは戦後最多記録である。直木賞の副賞である賞金は、東日本大震災の被災者に全額寄付された。

### 音楽活動
作家としての活動の他、谷本賢一郎と音楽ユニット「DEN」を組んで、ライブ等を行っている。
2017年に発売した谷本賢一郎のアルバム「うたごえをさがして」に収録されている「光」「歌声をさがして」は、作詞も担当した。
2020年2月7日、自身が作詞・作曲した「HIDE AND SECRET」をソニー・ミュージックエンタテインメントより配信開始し、歌手デビュー。2018年7月に刊行した小説『スケルトン・キー』を原案として構築されたロックナンバーとなっている。

## 受賞・候補歴
- 2002年 - 「手首から先」で第9回日本ホラー小説大賞短編賞候補。
- 2004年 - 『背の眼』で第5回ホラーサスペンス大賞特別賞受賞。
- 2006年
  - 『向日葵の咲かない夏』で第6回本格ミステリ大賞（小説部門）候補[14]。
  - 「流れ星のつくり方」（『花と流れ星』所収）で第59回日本推理作家協会賞（短編部門）候補。
- 2007年 - 『シャドウ』で第7回本格ミステリ大賞（小説部門）受賞[15]。
- 2008年 - 『ラットマン』で第21回山本周五郎賞候補。
- 2009年
  - 『カラスの親指』で第140回直木賞候補、第30回吉川英治文学新人賞候補、第62回日本推理作家協会賞（長編及び連作短編集部門）受賞。
  - 『鬼の跫音』で第141回直木賞候補、第22回山本周五郎賞候補。
- 2010年
  - 『球体の蛇』で第142回直木賞候補。
  - 『龍神の雨』で第12回大藪春彦賞受賞、第31回吉川英治文学新人賞候補。
  - 『光媒の花』で第23回山本周五郎賞受賞、第143回直木賞候補。
- 2011年
  - 『月と蟹』で第144回直木賞受賞。

## 文学賞選考委員歴
2014年より文学賞の選考委員をつとめている。
- 横溝正史ミステリ大賞（第34回 - ）
- 新潮ミステリー大賞（第1回 - ）

## ミステリ・ランキング
- 週刊文春ミステリーベスト10
  - 2006年 - 『シャドウ』10位
  - 2008年 - 『ラットマン』4位、『カラスの親指』10位
  - 2009年 - 『龍神の雨』8位
  - 2010年 - 『光媒の花』16位
  - 2014年 - 『貘の檻』 17位
  - 2019年 - 『いけない』 6位
  - 2021年 - 『雷神』 13位
  - 2022年 - 『いけないII』 20位

- このミステリーがすごい!
  - 2007年 - 『シャドウ』3位、『向日葵の咲かない夏』17位
  - 2008年 - 『片眼の猿』19位
  - 2009年 - 『カラスの親指』6位、『ラットマン』10位
  - 2010年 - 『龍神の雨』9位、『鬼の跫音』15位
  - 2015年 - 『貘の檻』 11位
  - 2019年 - 『スケルトン・キー』 13位、『風神の手』30位
  - 2020年 - 『いけない』 29位
  - 2022年 - 『雷神』 10位
  - 2023年 - 『N』 20位

- 本格ミステリ・ベスト10
  - 2007年 - 『シャドウ』6位、『骸の爪』7位、『向日葵の咲かない夏』9位
  - 2008年 - 『ソロモンの犬』13位、『片眼の猿』20位
  - 2009年 - 『ラットマン』2位、『カラスの親指』16位
  - 2010年 - 『龍神の雨』14位、『鬼の跫音』27位、『花と流れ星』27位
  - 2015年 - 『貘の檻』 18位
  - 2023年 - 『いけないII』 20位

- ミステリが読みたい!
  - 2008年 - 『片眼の猿』13位
  - 2009年 - 『カラスの親指』4位、『ラットマン』5位
  - 2010年 - 『鬼の跫音』8位
  - 2011年 - 『光媒の花』15位
  - 2012年 - 『カササギたちの四季』18位
  - 2015年 - 『貘の檻』 19位
  - 2017年 - 『スタフ staph』 14位
  - 2019年 - 『スケルトン・キー』 19位
  - 2020年 - 『いけない』 7位
  - 2022年 - 『雷神』 14位

## 作品リスト

### 真備シリーズ
ホラー作家の道尾秀介と霊現象探求所を構える真備庄介のホラーシリーズ。
- 背の眼（2005年1月 幻冬舎 / 2006年1月 幻冬舎ノベルス / 2007年10月 幻冬舎文庫【上・下】） - 書き下ろし
- 骸の爪（2006年3月 幻冬舎 / 2008年10月 幻冬舎ノベルス / 2009年9月 幻冬舎文庫） - 書き下ろし
- 花と流れ星（2009年8月 幻冬舎 / 2011年5月 幻冬舎ノベルス / 2012年4月 幻冬舎文庫）
  - 流れ星のつくり方（初出：『小説新潮』2005年4月号）
  - モルグ街の奇術（初出：『ポンツーン』2005年9月号、10月号）
  - オディ&デコ（初出：『papyrus』2009年6月号 vol.24）
  - 箱の中の隼（初出：『ポンツーン』2006年11月号、12月号）
  - 花と氷（初出：『papyrus』2008年6月号）

### 『カラスの親指』シリーズ
- カラスの親指 by rule of CROW's thumb（2008年7月 講談社 / 2011年7月 講談社文庫） - 初出：『メフィスト』2007年9月号、2008年1月号、5月号
- カエルの小指 a murder of crows（2019年10月 講談社 / 2022年2月 講談社文庫） - 初出：『メフィスト』2018 VOL.3 - 2019 VOL.2

### 『花』シリーズ
- 光媒の花（2010年3月 集英社 / 2012年10月 集英社文庫）
  - 隠れ鬼（初出：『小説すばる』2007年4月号）
  - 虫送り（初出：『小説すばる』2007年10月号）
  - 冬の蝶（初出：『小説すばる』2008年9月号）
  - 春の蝶（初出：『小説すばる』2008年10月号）
  - 風媒花（初出：『小説すばる』2009年1月号）
  - 遠い光（初出：『小説すばる』2009年3月号）
- 鏡の花（2013年9月 集英社 / 2016年9月 集英社文庫）- 文庫本は『小説すばる』掲載順に収録されている
  - やさしい風の道（初出：『小説すばる』2011年3月号）
  - きえない花の声（初出：『小説すばる』2013年1月号）
  - たゆたう海の月（初出：『小説すばる』2013年2月号）
  - つめたい夏の針（初出：『小説すばる』2012年11月号）
  - かそけき星の影（初出：『小説すばる』2013年4月号）
  - 鏡の花（初出：『小説すばる』2013年7月号）
- N (小説)（2021年10月 集英社 / 2024年6月 集英社文庫）
  - 笑わない少女の死（初出：『小説すばる』2019年10月号）
  - 落ちない魔球と鳥（初出：『小説すばる』2020年9月号）
  - 飛べない雄蜂の噓（初出：『小説すばる』2020年11月号）
  - 眠らない刑事と犬（初出：『小説すばる』2021年1月号）
  - 名のない毒液と花（初出：『小説すばる』2021年4月号）
  - 消えない硝子の星（初出：『小説すばる』2021年6月号）

### 『神』シリーズ
- 龍神の雨（2009年5月 新潮社 / 2012年2月 新潮文庫）- 初出：『小説新潮』2008年4月号 - 8月号
- 風神の手（2018年1月 朝日新聞出版 / 2021年1月 朝日文庫 / 2024年2月 新潮文庫）
  - 心中花（初出：『小説トリッパー』2016年冬季号）
  - 口笛鳥（初出：『朝日新聞夕刊』2014年11月4日 - 2015年3月11日　※朝刊のみ配達地域では、2014年11月5日 - 2015年3月12日）
  - 無常風（初出：『小説トリッパー』2017年夏季号）
  - 待宵月（初出：『小説トリッパー』2017年夏季号）
- 雷神（2021年5月 新潮社 / 2024年2月 新潮文庫） - 初出：『週刊新潮』2020年1月2・9日新年特大号 - 10月1日号

### 『いけない』シリーズ
- いけない（2019年7月 文藝春秋 / 2022年8月 文春文庫）
  - 弓投げの崖を見てはいけない（初出：東京創元社ミステリ・フロンティア『蝦蟇倉市事件1』2010年1月）
  - その話を聞かせてはいけない（初出：文藝春秋『オール讀物』2018年5月号）
  - 絵の謎に気づいてはいけない（初出：文藝春秋『オール讀物』2019年3・4月合併号）
  - 街の平和を信じてはいけない（書き下ろし）
- いけないⅡ（2022年9月 文藝春秋 / 2025年6月 文春文庫）
  - 明神の滝に祈ってはいけない（初出：文藝春秋『オール讀物』2022年1月号）
  - 首なし男を助けてはいけない（初出：文藝春秋『オール讀物』2022年3・4月合併号）
  - その映像を調べてはいけない（初出：文藝春秋『オール讀物』2022年7月号）
  - 祈りの声を繋いではいけない（書き下ろし）

### ノン・シリーズ
作品は個々に独立しているが、同じ名前の登場人物が何度も登場しており、複雑にリンクしている。
『片眼の猿』・『ソロモンの犬』・『ラットマン』・『カラスの親指』（カラス＝鳥）・『龍神の雨』・『球体の蛇』・『鬼の跫音』（鬼＝牛の角と虎の腰布）は、タイトルに十二支が組み込まれていることから“十二支シリーズ”と位置づけられているが、これは著者曰く偶然の産物であり、今後残りの十二支に由来するタイトルの作品を執筆する予定はない。
- 向日葵の咲かない夏（2005年11月 新潮社 / 2008年7月 新潮文庫） - 書き下ろし
- シャドウ（2006年9月 東京創元社 / 2009年8月 創元推理文庫） - 書き下ろし
- 片眼の猿－One-eyed Monkeys－（2007年2月 新潮社 / 2009年7月 新潮文庫） - 初出：『新潮ケータイ文庫』2006年3月20日 - 9月13日配信
- ソロモンの犬（2007年8月 文藝春秋 / 2010年3月 文春文庫） - 初出：『別册文藝春秋』2007年1月号 - 2007年9月号
- ラットマン（2008年1月 光文社 / 2010年7月 光文社文庫） - 初出：『ジャーロ』2007年夏号・秋号
- 鬼の跫音（2009年1月 角川書店 / 2011年11月 角川文庫）
  - 鈴虫（初出：『野性時代』2007年9月号）
  - 犭（ケモノ）（初出：『野性時代』2008年5月号）
  - よいぎつね（初出：『野性時代』2007年5月号）
  - 箱詰めの文字（初出：『野性時代』2006年12月号）
  - 冬の鬼（初出：『野性時代』2008年4月号）
  - 悪意の顔（初出：『野性時代』2007年11月号）
- 球体の蛇（2009年11月 角川書店 / 2012年12月 角川文庫） - 初出：『野性時代』2009年3月号 - 8月号
- プロムナード【エッセイ】（2010年5月 ポプラ社 / 2013年4月 ポプラ文庫 / 2014年7月 文春文庫[17] ）
- 月の恋人〜Moon Lovers〜（2010年5月 新潮社 / 2013年2月 新潮文庫） - 木村拓哉主演の同名テレビドラマのための書き下ろし
- 月と蟹（2010年9月 文藝春秋 / 2013年7月 文春文庫） - 初出：『別册文藝春秋』2009年11月号〈284号〉 - 2010年7月号〈288号〉
- カササギたちの四季（2011年2月 光文社 / 2014年2月 光文社文庫）
  - 鵲の橋（初出：『小説宝石』2008年5月号）
  - 蜩の川（初出：『ジャーロ』2008年夏号〈32号〉）
  - 南の絆（初出：『ジャーロ』2009年春号〈35号〉）
  - 橘の寺（初出：『ジャーロ』2010年冬号〈38号〉）
- 水の柩（2011年10月 講談社 / 2014年8月 講談社文庫） - 初出：『小説現代』2010年11月号 - 2011年7月号
- 光（2012年6月 光文社 / 2015年8月 光文社文庫）
  - 夏の光（初出：『Anniversary50』光文社カッパ・ノベルス 2009年12月）
  - 女恋湖の人魚（初出：『ジャーロ』2010年秋冬号〈40号〉）
  - ウィ・ワァ・アンモナイツ（初出：『ジャーロ』2011年春号〈41号〉）
  - 冬の光（初出：『ジャーロ』2011年夏号〈42号〉）
  - アンモナイツ・アゲイン（初出：『ジャーロ』2011年秋冬号〈43号〉）
  - 夢の入口と監禁（初出：『ジャーロ』2012年春号〈44号〉）
  - 夢の途中と脱出（初出：『ジャーロ』2012年春号〈44号〉）
- ノエル－a story of stories－（2012年9月 新潮社 / 2015年2月 新潮文庫）
  - 光の箱（初出：『Story Seller』2008年5月号）
  - 暗がりの子供（初出：『小説新潮』2011年5月号）
  - 物語の夕暮れ（初出：『小説新潮』2012年5月号）
- 笑うハーレキン（2013年1月 中央公論新社 / 2016年1月 中公文庫） - 初出：『読売新聞夕刊』2012年1月4日 - 10月26日
- 貘の檻（2014年4月 新潮社 / 2016年12月 新潮文庫）- 書き下ろし
  - 『小説新潮』『yom yom』で発表した短編連作「貘」シリーズをもとに書き下ろし長編として刊行[18][19]。
- 透明カメレオン（2015年1月 角川書店 / 2018年1月 角川文庫） - 学芸通信社を通じて『信濃毎日新聞』『熊本日日新聞』『高知新聞』『秋田魁新報』『北國新聞』『神戸新聞』に、2013年1月 - 2014年7月までの期間順次掲載。作家生活10周年記念作品。
- スタフ staph（2016年7月 文藝春秋 / 2019年9月 文春文庫） - 初出：『週刊文春』2015年8月13・20日 夏の特大号 - 2016年6月2日号
- サーモン・キャッチャー the Novel（2016年11月 光文社 / 2022年12月 光文社文庫） - 書き下ろし。ケラリーノ・サンドロヴィッチとのコラボレーション作品。
- 満月の泥枕（2017年6月 毎日新聞出版 / 2020年8月 光文社文庫） - 初出：『毎日新聞夕刊』2016年1月4日 - 2016年12月28日
- スケルトン・キー（2018年7月 KADOKAWA / 2021年6月 角川文庫） - 初出：『小説 野性時代』2018年3月号 - 6月号
- フォトミステリー －PHOTO・MYSTERY－（2023年6月 ワニブックス）
- きこえる（2023年11月 講談社）
  - 聞こえる（『小説現代』2021年11月号）
  - ハリガネムシ（『小説現代』2022年12月号）
  - にんげん玉（『小説現代』2023年3月号）
  - 死者の耳（『小説現代』2023年6月号）

### 単行本未収録・未刊行作品
- 駄洒落好きな義父の六つのネタ（『新潮ケータイ文庫』）
- 夕霞（『yom yom』2009年5月号〈vol.11〉） - 「貘」シリーズ第2作
- 潮だまり（『野性時代』2009年11月号）
- 埋火（『小説新潮』2010年7月号） - 「貘」シリーズ第4作
- 静物／Still Life（『小説新潮』2011年1月号）
- 貘の檻（『yom yom』2011年3月号〈vol.19〉） - 「貘」シリーズ第5作
- REWIND（株式会社明治公式Twitter 2021年2月10日 - 14日）
- Fast Forward（株式会社明治公式Twitter 2022年2月3日 - 9日）

### アンソロジー
「」内が道尾秀介の作品
小説
- ショートショートの広場13（2002年2月 講談社文庫）「どうして犬は」
- 本格ミステリ06（2006年5月 講談社）
  - 【改題】珍しい物語のつくり方（2010年1月 講談社文庫）「流れ星のつくり方」

- ザ・ベストミステリーズ 2006 推理小説年鑑（2006年7月 講談社）
  - 【分冊・改題】 曲げられた真相 ミステリー傑作選（2009年11月 講談社文庫）「流れ星のつくり方」

- 不思議の足跡（2007年10月 カッパ・ノベルス / 2011年4月 光文社文庫）「箱詰めの文字」
- Story Seller（2008年4月 新潮社 / 2009年1月 新潮文庫）「光の箱」
- 七つの死者の囁き（2008年12月 新潮文庫）「流れ星のつくり方」
- 眠れなくなる夢十夜（2009年5月 新潮文庫 / 2017年1月 新潮文庫）「盲蛾」 - 「貘」シリーズ第1作
- Anniversary50（2009年12月 カッパ・ノベルス）「夏の光」
- ザ・ベストミステリーズ 2009 推理小説年鑑（2009年7月 講談社）
  - 【分冊・改題】 Spiral めくるめく謎 ミステリー傑作選（2012年11月 講談社文庫）「犭（ケモノ）」

- 蝦蟇倉市事件1（2010年1月 東京創元社）
  - 【改題】晴れた日は謎を追って がまくら市事件（2014年12月 創元推理文庫）「弓投げの崖を見てはいけない」

- ザ・ベストミステリーズ 2010 推理小説年鑑（2010年7月 講談社）
  - 【分冊・改題】 BORDER 善と悪の境界 ミステリー傑作選（2013年11月 講談社文庫）「夏の光」

- 最新ベストミステリー　暗闇を見よ（2010年11月 カッパ・ノベルス）
  - 【改題】暗闇を見よ　日本ベストミステリー選集（2015年4月 光文社文庫）「冬の鬼」

- 短篇ベストコレクション 現代の小説2011（2011年6月 徳間文庫）「病葉」 - 「貘」シリーズ第3作
- 怪談実話系6（2011年6月 MF文庫ダ・ヴィンチ）「すいかさん」
- ザ・ベストミステリーズ 2011 推理小説年鑑（2011年7月 講談社）「橘の寺」
  - 【分冊・改題】Shadow 闇に潜む真実 ミステリー傑作選（2014年11月 講談社文庫）

- あの日、君と Girls（2012年5月 集英社文庫）「やさしい風の道」
  - 【再編集・改題】短編少女（2017年4月 集英社文庫）

- 短編工場（2012年10月 集英社文庫）「ゆがんだ子供」
- 奇想博物館 最新ベスト・ミステリー（2013年12月 光文社 / 2017年5月 光文社文庫）「暗がりの子供」
- Story Seller annex（2014年1月 新潮文庫）「暗がりの子供」
- 日本文学100年の名作 第10巻2004-2013 バタフライ和文タイプ事務所（2015年6月 新潮文庫）「春の蝶」
- 絶対名作！ 十代のためのベスト・ショート・ミステリー 謎解きミステリー（2021年12月 汐文社）「流れ星のつくり方」
- ホラー・ミステリーアンソロジー 魍魎回廊（2022年3月 朝日文庫）「冬の鬼」
- 本格王2022（2022年6月 講談社文庫）「眠らない刑事と犬」
- 短編宝箱（2022年11月 集英社文庫）「きえない花の声」
- 本格王2023（2023年6月 講談社文庫）「ハリガネムシ」

エッセイ・その他
- 私だけのふるさと 作家たちの原風景（2013年3月 岩波書店）
- 作家の履歴書 21人の人気作家が語るプロになるための方法（2014年2月 KADOKAWA / 2016年4月 角川文庫） - インタビュー・アンケート
- 直木賞受賞エッセイ集成（2014年 文藝春秋）「小さなノートといっしょに失くしたもの」
- おしゃべりな銀座（2017年6月 扶桑社）「笑うコルク、微笑む人」
- 推理作家謎友録 日本推理作家協会70周年記念エッセイ（2017年8月 角川文庫）

### その他
- ロバート キャンベルの小説家神髄 現代作家6人との対話（2012年2月 NHK出版） - ロバート・キャンベルとの対談「行間への思いやりを込めて。」を収録
- DETECTIVE X CASE FILE #1 御仏の殺人（2022年11月、SCRAP出版） - 謎解きゲームキット
- DETECTIVE X CASE FILE #2 ブラックローズ（2024年9月、SCRAP出版） - 謎解きゲームキット

### 文庫解説・巻末エッセイ
- 小泉喜美子『弁護側の証人』（2009年4月 集英社文庫）
- 玄侑宗久『化蝶散華』（2009年5月 ちくま文庫）
- 都筑道夫 『怪奇小説という題名の怪奇小説』（2011年1月 集英社文庫）
- 綾辻行人『フリークス』（2011年4月 角川文庫）
- 綾辻行人『深泥丘奇談』（2011年11月 MF文庫ダ・ヴィンチ / 2014年6月 角川文庫）
- 玄侑宗久『四雁川流景』（2013年3月 文春文庫）
- 山田太一『飛ぶ夢をしばらく見ない』（2013年5月 小学館文庫）
- 伊集院静『浅草のおんな』（2013年7月 文春文庫）

上記の文庫解説・巻末エッセイは、『プロムナード』（文春文庫版）にも収録されている。
- 京極夏彦『数えずの井戸』（2014年8月 角川文庫）
- 白井智之『人間の顔は食べづらい』（2017年8月 角川文庫）
- 板倉俊之『蟻地獄』（2018年2月 新潮文庫）

## メディア・ミックス

### 映画
- カラスの親指（2012年11月23日公開、配給：20世紀フォックス、監督：伊藤匡史、主演：阿部寛）
- 名前（2018年6月30日公開、配給：アルゴ・ピクチャーズ、監督：戸田彬弘、主演：駒井蓮、津田寛治）

### テレビドラマ
- 月の恋人〜Moon Lovers〜（2010年5月10日-7月5日、全8話、フジテレビ系、主演：木村拓哉）
- 背の眼（2012年3月31日、BS日テレ、監督：小松隆志、主演：渡部篤郎）

### ラジオドラマ
- 光（2013年3月11日 - 3月22日、NHK-FM「青春アドベンチャー」）

### 漫画
- 背の眼1（画：小池ノクト、2009年1月 幻冬舎コミックス）
- 背の眼2（画：小池ノクト、2009年7月 幻冬舎コミックス）
- 背の眼3（画：小池ノクト、2010年1月 幻冬舎コミックス）
- 光媒の花1（画：斉藤倫、2012年3月 集英社）
  - 隠れ鬼（初出：集英社『Cookie』2011年9月号）
  - 虫送り（初出：集英社『Cookie』2011年12月号）
- 光媒の花2（画：斉藤倫、2012年11月 集英社）
  - 冬の蝶（初出：集英社『Cookie』2012年4月号 - 5月号）
  - 春の蝶（初出：集英社『Cookie』2012年7月号 - 8月号）
- 光媒の花3（画：斉藤倫、2013年7月 集英社）
  - 風媒花（初出：集英社『Cookie』2012年11月号 - 2013年1月号）
  - 遠い光（初出：集英社『Cookie』2013年3月号 - 5月号）
- 瞬間探偵 平目木駿（画：神海英雄、フジテレビ「今夜はナゾトレ」より、集英社『最強ジャンプ』2017年9月号、2018年1月号 -）

### 絵本
- 緑色のうさぎの話（イラスト：半崎信朗、2014年6月 朝日出版社）
  - 17歳の頃に書いた絵本[20]が基になっている。

## メディア出演
- 情熱大陸（2011年1月23日放送、TBS系列）
- 女子力アップ塾（2011年6月11日放送、NHK教育テレビ）[21]
- ラン×スマ 街の風になれ（2012年4月29日放送、NHK BS1）[22]
- 宮崎美子のすずらん本屋堂（2012年6月12日放送、BSイレブン） - ゲスト出演。『光』について語る。
- オトナの!（2012年11月14日、21日放送、TBSテレビ）
- 心ゆさぶれ!先輩ROCK YOU（2014年10月4日放送、日本テレビ系）
- 1Hセンス（2015年9月20日放送、フジテレビ系）
- タモリ倶楽部（2016年3月4日放送、テレビ朝日系）
- 今夜はナゾトレ（2016年11月8日 - 2018年、フジテレビ系）- 2018年まで回答者として不定期に出演（2017年の一時期はレギュラー）のほか、一部の問題の監修を担当[23]。2019年以降は番組の傾向が変化したことに伴い、出演していない。
- タイプライターズ〜物書きの世界〜（2019年12月21日、フジテレビ）
- あの本、読みました?（2024年11月14日、BSテレ東/BSテレ東4K）-「読む順番で変わる小説『N』 道尾秀介が語る執筆の裏側」